# Tributo al Titán
Tributo al Titán: 20 años de rock nacional es el nombre de un álbum de estudio tributo al grupo colombiano de heavy metal Kraken. Fue lanzado al mercado el 2 de abril de 2004 a través de Etnia Records. Este álbum trae un total de quince canciones de todos los trabajos discográficos de Kraken interpretadas por importantes bandas de Colombia como tributo al «Titán del Rock Nacional».

## Lista de canciones
| N.º | Título                                          | Duración |  |
| 1.  | «Muere libre» (Ascariz)                         | 04:46    |  |
| 2.  | «Todo hombre es una historia» (Tres de Corazón) | 03:53    |  |
| 3.  | «Fugitivo» (Athanator)                          | 05:24    |  |
| 4.  | «No me hables de amor» (Antártica)              | 05:24    |  |
| 5.  | «Soy real» (Tenebrarum)                         | 04:34    |  |
| 6.  | «Después del final» (Legend Maker)              | 05:43    |  |
| 7.  | «Vestido de cristal» (PopCorn)                  | 04:34    |  |
| 8.  | «Aves negras» (Draconian)                       | 05:29    |  |
| 9.  | «Razones desnudas» (Gianny)                     | 05:27    |  |
| 10. | «Frágil al viento» (911)                        | 02:47    |  |
| 11. | «Lenguaje de mi piel» (Gaias Pendulum)          | 05:28    |  |
| 12. | «Palabras que sangran» (Xendra)                 | 05:19    |  |
| 13. | «Rostros ocultos» (Tomsawyer)                   | 04:20    |  |
| 14. | «Camino a la montaña negra» (Eternal)           | 05:49    |  |
| 15. | «Escudo y Espada» (Kraken)                      | 06:12    |  |